# أريانا سعيد
أريانا سعيد مغنية وكاتبة أغاني وشخصية تلفزيونية أفغانية. تغني في الغالب باللغة الفارسية/الدارية ولكن لديها أيضًا العديد من الأغاني في الباشتو. هي واحدة من أشهر الفنانين الموسيقيين في أفغانستان، تؤدي بانتظام في الحفلات الموسيقية والمهرجانات الخيرية داخل وخارج أفغانستان. كما قامت سعيد بأدوار مضيفة في البرامج التلفزيونية الموسيقية لشبكات القناة الأولى الأفغانية وقناة طلوع.

## نبذة
ولدت أريانا سعيد عام 1985 في كابول، أفغانستان لأب يتحدث اللغة البشتوية (الباشتون) وأم تتحدث اللغة الدارية (يفترض أنها طاجيكية). غادر والداها أفغانستان عندما كانت في الثامنة من عمرها وعاشتا في بيشاور في باكستان قبل أن تستقر في سويسرا. في سن الثانية عشرة، حصلت على قبول في مدرسة موسيقى حيث كانت ستؤدي في أماكن مع جوقة، «على الرغم من أن ذلك لم يكن طويلاً، [...] جعلني هذا بالتأكيد أدرك ما أريد أن أصبح عندما كبرت.» قالت في مقابلاتها.

## روابط خارجية
- أريانا سعيد على إنستغرام